# Yamila Rodríguez
Yamila Tamara Rodríguez (24 de enero de 1998, Posadas, Misiones, Argentina) es una futbolista argentina que se desempeña como delantera en Grêmio del Brasileirão Femenino y es internacional con la Selección Argentina desde 2018.

## Inicios
Yamila Rodríguez comenzó en el fútbol femenino en un humilde equipo de la capital misionera Huracán de Posadas. La delantera no se olvidó de sus orígenes y lo hace saber en cada nota y entrevista que le realizan.

“Nunca me voy a olvidar del barrio al que salí y del club Huracán donde salí, voy a llevar siempre el nombre en alto”.

En 2015 tuvo su primera convocatoria para defender los colores de la selección argentina de futbol y ponerse la camiseta albiceleste.
En el transcurso del año 2016 apareció la oportunidad de viajar a Buenos Aires y probarse en Boca Juniors, club de cual es hincha y sentimiento heredado de su madre quien le regalaba camisetas azul y amarillas durante su infancia.

## Trayectoria
Luego de abandonar su tierra natal y jugar en su primer club Huracán de Posadas, club en la cual la formó, la misionera arribó al club de la rivera para vestir la azul y oro y defender los colores de Club Atlético Boca Juniors y  ser partes de  "Las Gladiadoras".
Su primer etapa en Boca Juniors consistió en dos años, habiendo participado en cuatro campeonatos de primera división en donde no pudo obtener ningún título, alcanzando como logro máximo hasta ese momento el segundo puesto.
En el año 2018, decidió explorar nuevos rumbos y se dirigió al Viejo Continente, precisamente al país Ibérico y mostrar su talento en el fútbol español en la provincia de Badajoz en el club Santa Teresa en donde estuvo en un corto periodo de seis meses.
Más allá de alguna otra propuesta para seguir jugando en Europa, la delantera decide retornar a la Argentina y asentarse nuevamente en Boca Juniors para comenzar su segunda etapa en el barrio de La Boca, en donde tendría junto a "Las Gladiadoras" nuevos desafíos para luego quedar en los libros de historia de la institución boquense.
El sábado 9 de marzo de 2019 se dio un encuentro histórico debido a que el plantel de Futbol Femenino de Boca Juniors "Las Gladiadoras" por primera vez jugaban un partido oficial en La Bombonera en el marco de una iniciativa por el club Xeneize por el Día Internacional de la Mujer. Las "Bosteras" se enfrentaban al Club Atlético Lanús en la quinta fecha del campeonato, siendo Yamila Rodríguez titular en el encuentro disputado con la número 11 en su espalda.
La oriunda de Misiones sería la primera mujer en convertir un gol en La Bombonera a los nueve minutos de la primera etapa, después que Camila Gómez Ares le diera un pase a la extremo por izquierda para dejarla sola frente al arco y pinchando la pelota por encima de la arquera de Lanús.
Luego el segundo gol de Yamila Rodríguez sería a los veinticinco minutos del complemento para poner a Boca por 4 goles encima del granate. El festejo de la atacante fue colgada del alambrado, un reflejo de como alguna vez lo festejara el exjugador de Boca Juniors en la década del 80/90, el Manteca Martínez.
El 2019, después de 28 años el fútbol femenino del Club Atlético Boca Juniors se profesionalizó y Yamila Rodríguez firmaría su primer contrato profesional entre otras 18 jugadoras más de la institución.
El miércoles 25 de septiembre de 2019 se daría el primer Superclásico femenino de la era Semiprofesional en el Estadio Alberto J. Armando, en esta ocasión el partido se dio en el debut del campeonato de primera división y varias de las jugadoras jugarían cobrando un sueldo profesional. El espectáculo se llevó ante 4 mil socios en la platea baja. Yamila Rodríguez fue titular en dicho encuentro donde el Club Atlético Boca Juniors se impuso por 5 goles ante el Club Atlético River Plate, que no convirtió ningún tanto.
Yamila Rodríguez fue la delantera con mayor participación y que les causó problemas a las defensoras del River Plate a lo largo de la primera parte. En cada avance de Boca, la número ’11′ no tuvo problemas para desmarcarse y ganar en cada envío al área, ya sea por tierra o en forma de centro por el aire.
El 19 de enero de 2021, se llevó a cabo la primera final en la era profesional de fútbol femenino de Argentina por el Torneo Transición 2020 en el Estadio José Amalfitani. La final se definió con el superclásico argentino, enfrentándose Boca Juniors contra River Plate. "Las Gladiadoras" golearon 7-0 a las "Millonarias" con goles de Clarisa Huber, Yamila Rodríguez, Lorena Benítez, Fabiana Vallejos (2) y Andrea Ojeda (2) logrando su título número 25 y quedando en la historia como las primeras campeonas en la era profesional. La misionense fue titular en la final y convirtió un solo tanto. La delantera, con el número 11 en su espalda, terminó el campeonato con cinco goles y dos asistencia, jugando en el campeonato 459 minutos. De esta forma Yamila Rodríguez gana su primer título con la camiseta azul y oro y quedando en la historia del plantel de "Las Gladiadoras" siendo el primer equipo en ganar el campeonato en la era profesional.

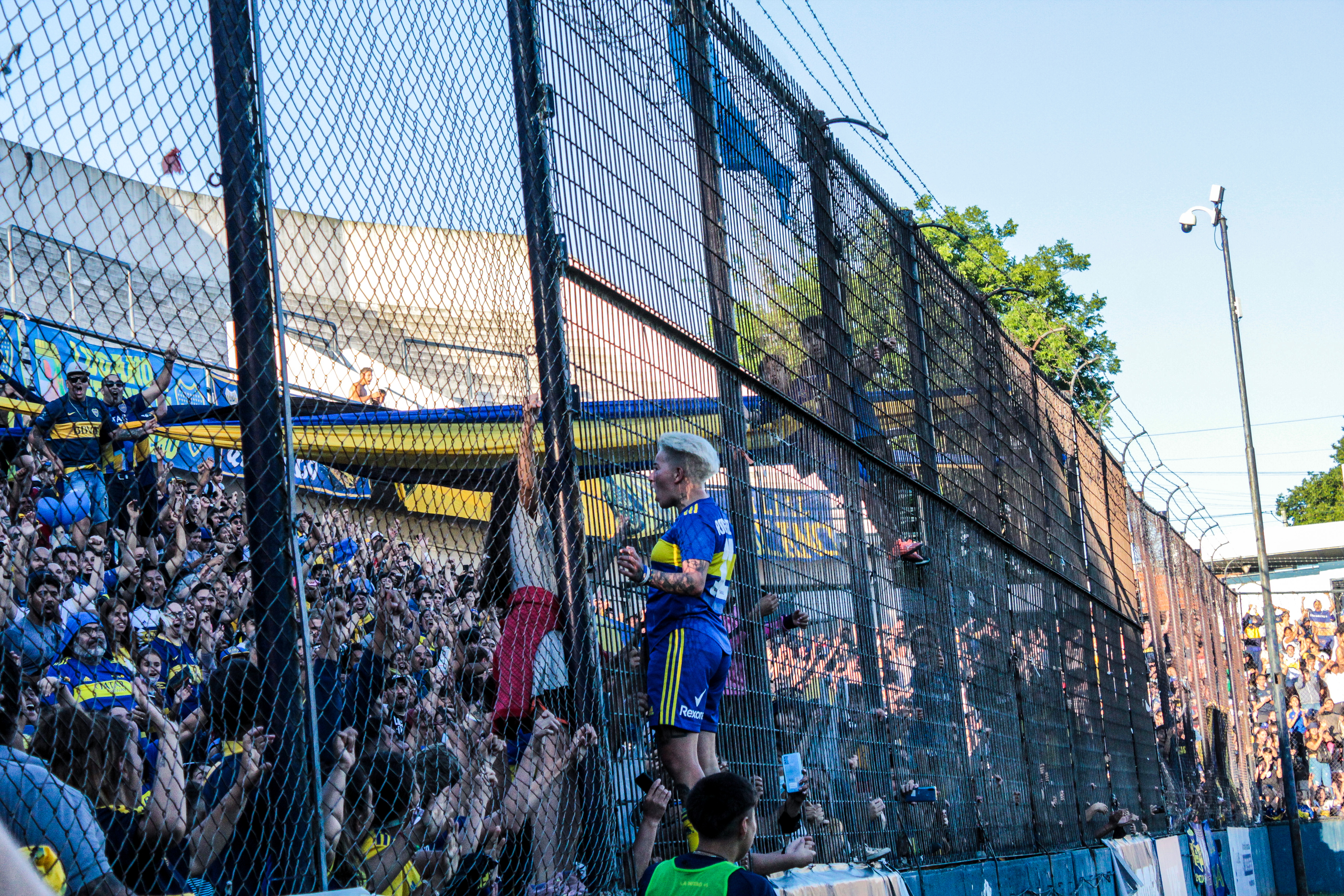
Yamila Rodríguez celebrando tras marcar su cuarto gol contra UAI Urquiza.

El 5 de diciembre de 2021, la extrema del Xeneize, se vuelve a consagrar campeona con el Club Atlético Boca Juniors. La delantera pudo coronarse con otro título con la camiseta del cuadro en el cual es hincha, tras derrotar por 5 a 2 al Club Deportivo UAI Urquiza en la final del Clausura 2021.
La número 11 de Boca, anotó cuatro goles de los cinco convertidos, siendo la mejor jugadora del partido y llevándose la pelota del encuentro al haber hecho un hat-trick. Esta victoria le daría el pase al conjunto de La Boca de disputar la Superfinal de Fútbol Femenino 2021 y enfrentarse nuevamente con San Lorenzo de Almagro quien ya había obtenido Torneo Femenino Clausura 2021. Yamila sería la máxima goleadora de Boca Juniors, convirtiendo en este mismo torneo nueve goles y dos asistencias, con un participación promedio en el torneo de %28.95 y 946 minutos jugados.
EL 11 de diciembre se disputó en el Estadio Ciudad de Vicente López, cancha en donde juega el Club Atlético Platense, la Superfinal de Fútbol Femenino de Primera División A, Yamila Rodríguez se consagró en 6 días bicampeona, dando otra vuelta olímpica en la camiseta azul y oro, tras ganarle a "Las Santitas" por 4 a 2, convirtiendo dos goles en el partido disputado.

### Vuelta olímpica en La Bombonera y goleadora del torneo
El domingo 25 de septiembre se llevaría a cabo en La Bombonera el último partido del Campeonato de Fútbol Femenino de Primera División A 2022, más conocido por Campeonato Femenino «YPF» 2022.
El equipo de Villa Lynch venía puntero con 55 puntos, tras hilvanar 18 victorias y un empate. Dos puntos por debajo con 53 unidades se encontraban Las Gladiadoras, producto de 17 triunfos y dos igualdades.
Con este panorama, el Club Deportivo UAI Urquiza necesitaba empatar o ganar para salir campeonas, mientras que Boca estaba obligado a quedarse con los tres puntos para dar la vuelta olímpica en su estadio.
El primer tanto lo convirtió la capitana, y una de las máximas referentes del fútbol femenino, Yamila Rodríguez, antes de los 10 minutos del primer tiempo, quien lo festejó colgada del alambrado en el arco que se encuentra a espaldas del puente Nicolás Avellaneda.
Las furgoneras lograron el empate gracias a un cabezazo de Daiana Falfán a los 22 minutos de la primera parte para que los dos equipos se retiren a los vestuarios con el 1-1 parcial y momentáneamente darle la coronación a la UAI Urquiza.
En el inicio del complemento, exactamente a los dos minutos, la lateral por izquierda Celeste Dos Santos avanza en campo contrario unos metros hasta tres cuartos de cancha para enviar el centro al área de la UAI y realice su aparición la goleadora histórica del Club Atlético Boca Juniors, para elevarse en el aire entre las dos defensoras centrales y conectar la pelota con un cabezazo directo al arco y que La Bombonera explote para gritar el gol y poner a Las Gladiadoras 2-1 en el marcador.
De esta manera, el partido terminó a favor de las Xeneizes para que, con el gol de Andrea Ojeda, Boca se alzara con otro campeonato y consiguiese el título número 28 (veintiocho).
La diferencia de esta vuelta olímpica con las anteriores, es que en esta ocasión fue en un partido oficial en La Bombonera, con un récord de público en la primera división del fútbol argentino, ante la presencia de aproximadamente 25 000 personas.
De esta forma finalizaría su segunda etapa de la oriunda de Misiones, con la camiseta de Boca Juniors, ganando tres campeonatos y una copa nacional. 
El 7 de mayo del 2022 Yamila Rodríguez convirtió su gol número 100 con las camiseta de Boca ante el equipo de Estudiantes de Buenos Aires. A modo de homenaje el público que asistió a Casa Amarilla levantaron desde la tribuna carteles con el número alcanzado por la goleadora del torneo que se disputaba.
La misionera el 31 de diciembre del 2022 mencionó en la red social Twitter que se termina una hermosa etapa en Boca y ya daba indicios que su próximo destino sería en otro país.
El mensaje completo de despedida sería el siguiente:

Se termina este año, y se termina esta hermosa etapa en Boca. Seguro habrá otras, porque mi amor por este Club y su gente es demasiado grande como para alejarme tanto tiempo. Ahora me toca seguir desafiándome profesional y personalmente en otro país y en unas de las ligas más competitivas del mundo.

El 2 de enero del 2023 desde los medios brasileros y algunos medios argentinos ya informaban que la futbolista desembarcaría en la Sociedade Esportiva Palmeiras de Brasil. Estrenó sus nuevos colores el 26 de febrero, deslumbrando a la localía con 2 goles y 2 asistencias en 23 minutos tras entrar como suplente en el segundo tiempo de la victoria por 9-0 ante el Real Ariquemes.

### Finalista de la Copa Libertadores de América
El pico más alto con la camiseta de Boca Juniors, sería en el ámbito internacional, donde Yamila Rodríguez como capitana del equipo, sería parte de la historia del fútbol argentino femenino, llegando por primera vez un club de la Argentina a la final de la Copa Libertadores de América 2022.
Las Gladiadoras obtuvieron el pase a la final venciendo por penales a Deportivo Cali tras empatar 1-1 en la semifinal.
Boca Juniors terminó perdiendo la final ante el Palmeiras de Brasil, pero esto no ocultó el desempeño que el equipo de La Rivera llevó a cabo en toda la copa.
La delantera del Xeneize convertiría tres goles en mayor certamen internacional del continente.
Tras la derrota sufrida, Yamila Rodríguez en su cuenta de Instagram con una foto de la medalla de subcampeona, dejó el siguiente mensaje:

“Yo ya con esto gané. Orgullosa de cada una de mis compañeras. Gracias por dejarme ser parte de esto. Muchas gracias y perdón”

## Clubes
| Equipo       | País      | Año           |
| ------------ | --------- | ------------- |
| Boca Juniors | Argentina | 2015-2018     |
| Santa Teresa | España    | 2018          |
| Boca Juniors | Argentina | 2018-2023     |
| Palmeiras    | Brasil    | 2023          |
| Santos       | Brasil    | 2024          |
| Grêmio       | Brasil    | 2025-presente |

## Selección nacional

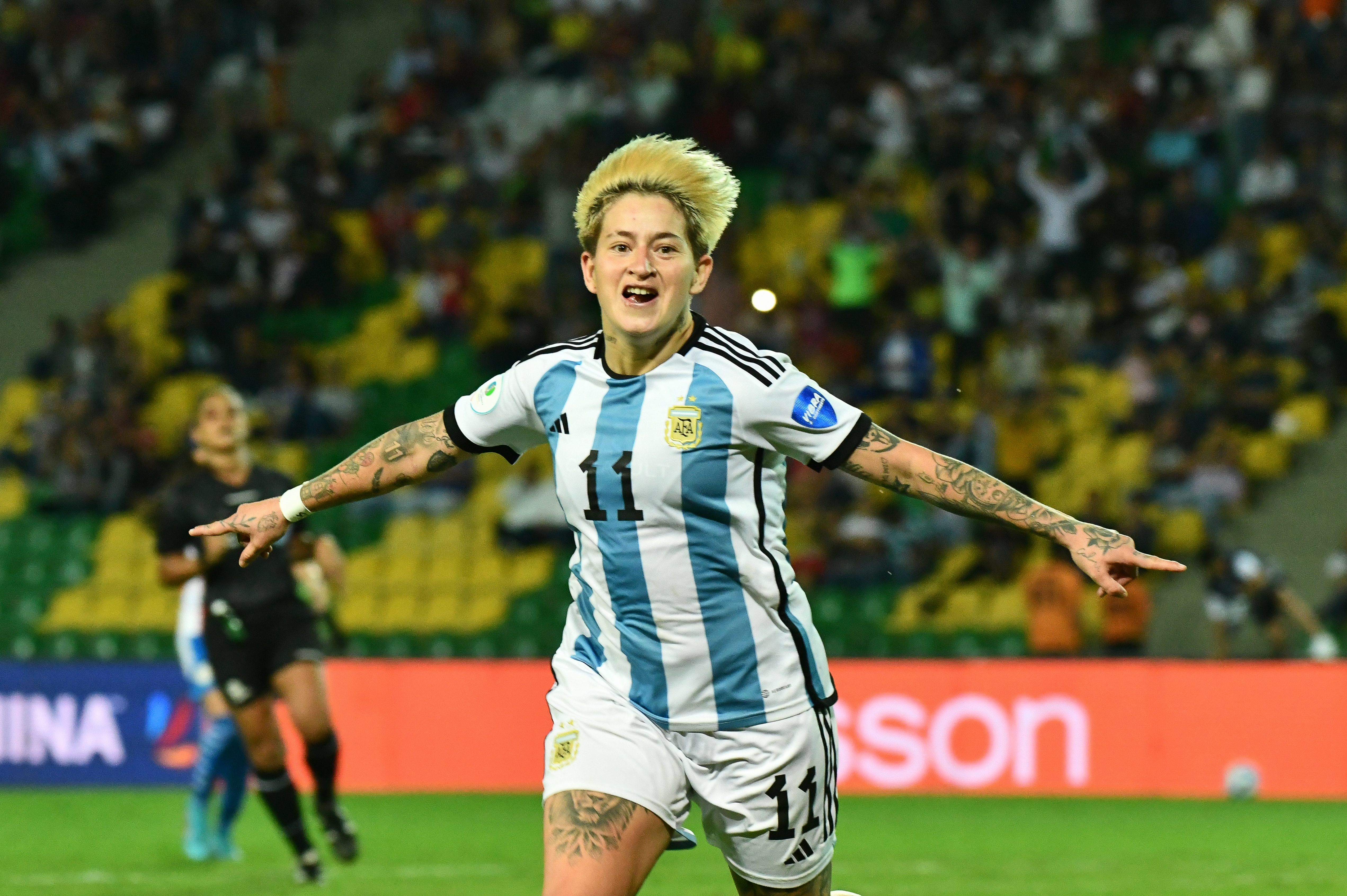
Rodríguez en la Copa América 2022.

Yamila formó parte de la selección sub-20 que participó en el Campeonato Sudamericano Femenino Sub-20 de 2015, en donde fue la máxima goleadora del campeonato.
El 7 de abril de 2018, debutó con la selección mayor en la victoria de 3 a 0 contra la Selección femenina de fútbol de Bolivia en la Copa América Femenina 2018, entrando en el segundo tiempo en reemplazo de Ruth Bravo.
En agosto del 2022, Yamila Rodríguez fue convocada por el director Técnico Germán Portanova para jugar la Copa América, certamen que no solo es importante a nivel continental sino que las tres primeras selecciones se clasifican para el mundial de fútbol. 
La delantera, quien estuvo presente en todos los partidos y fue destacada en la gran mayoría de ellos siendo la mejor jugadora de los noventa minutos, convirtió seis tantos en el certamen y fue la máxima anotadora en la Copa América Femenina y asistió en dos oportunidades. Los últimos dos goles los convirtió en el partido contra Paraguay, donde Argentina dio vuelta un 0 a 1 en los últimos doce minutos de juego y con el triunfo por 3 a 1 se clasificó al Mundial 2023. 
Con seis goles, Yamila fue la goleadora del torneo. Sólo una argentina había logrado esto hace 19 años. Marisol Medina fue la goleadora de la Copa en 2003.
El 8 de julio de 2023 se anuncia la lista de 23 convocadas para la Copa Mundial Femenina de Fútbol de 2023, siendo Yamila parte de las elegidas por el entrenador Germán Portanova, confirmando así la participación en su primer mundial.

#### Participaciones en Copas del Mundo
| Mundial           | Sede                     | Resultado      | Partidos | Goles |
| ----------------- | ------------------------ | -------------- | -------- | ----- |
| Copa Mundial 2023 | Australia/ Nueva Zelanda | Fase de grupos | 3        | 0     |

### Estadísticas
Datos actualizados al último partido jugado el 1 de agosto de 2025.
| Selección | Año   | Amistoso | Amistoso | Copa América | Copa América | Repechaje | Repechaje | Mundial | Mundial | Juegos Panamericanos | Juegos Panamericanos | Copa Oro | Copa Oro | Total | Total |
| Selección | Año   | PJ       | G        | PJ           | G            | PJ        | G         | PJ      | G       | PJ                   | G                    | PJ       | G        | PJ    | G     |
| --------- | ----- | -------- | -------- | ------------ | ------------ | --------- | --------- | ------- | ------- | -------------------- | -------------------- | -------- | -------- | ----- | ----- |
| Argentina |       |          |          |              |              |           |           |         |         |                      |                      |          |          |       |       |
| 2018      | 1     | 0        | 4        | 0            | 2            | 1         | 0         | 0       | 0       | 0                    | 0                    | 0        | 7        | 1     |       |
| 2019      | 4     | 0        | 0        | 0            | 0            | 0         | 0         | 0       | 5       | 0                    | 0                    | 0        | 9        | 0     |       |
| 2021      | 7     | 0        | 0        | 0            | 0            | 0         | 0         | 0       | 0       | 0                    | 0                    | 0        | 7        | 0     |       |
| 2022      | 3     | 1        | 6        | 6            | 0            | 0         | 0         | 0       | 0       | 0                    | 0                    | 0        | 9        | 7     |       |
| 2023      | 5     | 2        | 0        | 0            | 0            | 0         | 3         | 0       | 0       | 0                    | 0                    | 0        | 8        | 2     |       |
| 2024      | 6     | 1        | 0        | 0            | 0            | 0         | 0         | 0       | 0       | 0                    | 4                    | 0        | 10       | 1     |       |
| 2025      | 6     | 2        | 6        | 1            | 0            | 0         | 0         | 0       | 0       | 0                    | 0                    | 0        | 12       | 3     |       |
| Total     | Total | 32       | 6        | 16           | 7            | 2         | 1         | 3       | 0       | 5                    | 0                    | 4        | 0        | 62    | 14    |

#### Goles internacionales
Listado de goles anotados con la Selección mayor. 
| n.º | Fecha                   | Lugar                                                       | Rival      | Gol   | Resultado | Competición                 |
| --- | ----------------------- | ----------------------------------------------------------- | ---------- | ----- | --------- | --------------------------- |
| 1.  | 18 de noviembre de 2018 | Estadio Julio Humberto Grondona, Sarandí, Argentina         | Panamá     | 3 – 0 | 4 – 0     | Repechaje Copa Mundial 2019 |
| 2.  | 10 de abril de 2022     | Estadio Provincial Juan Gilberto Funes, La Punta, Argentina | Chile      | 1 – 0 | 1 – 0     | Amistoso internacional      |
| 3.  | 12 de julio de 2022     | Estadio Centenario, Armenia, Colombia                       | Perú       | 1 – 0 | 4 – 0     | Copa América 2022           |
| 4.  | 15 de julio de 2022     | Estadio Centenario, Armenia, Colombia                       | Uruguay    | 2 – 0 | 5 – 0     | Copa América 2022           |
| 5.  | 15 de julio de 2022     | Estadio Centenario, Armenia, Colombia                       | Uruguay    | 3 – 0 | 5 – 0     | Copa América 2022           |
| 6.  | 15 de julio de 2022     | Estadio Centenario, Armenia, Colombia                       | Uruguay    | 4 – 0 | 5 – 0     | Copa América 2022           |
| 7.  | 29 de julio de 2022     | Estadio Centenario, Armenia, Colombia                       | Paraguay   | 1 – 1 | 3 – 1     | Copa América 2022           |
| 8.  | 29 de julio de 2022     | Estadio Centenario, Armenia, Colombia                       | Paraguay   | 3 – 1 | 3 – 1     | Copa América 2022           |
| 9.  | 17 de febrero de 2023   | Estadio North Harbour, Auckland, Nueva Zelanda              | Chile      | 2 – 0 | 4 – 0     | Amistoso internacional      |
| 10. | 14 de julio de 2023     | Estadio Único, San Nicolás, Argentina                       | Perú       | 3 – 0 | 4 – 0     | Amistoso internacional      |
| 11. | 3 de junio de 2024      | Estadio Ciudad de Vicente López, Florida, Argentina         | Costa Rica | 2 – 0 | 2 – 0     | Amistoso internacional      |
| 12. | 22 de febrero de 2025   | Estadio Bicentenario, La Florida, Chile                     | Chile      | 2 – 0 | 3 – 0     | Amistoso internacional      |
| 13. | 8 de abril de 2025      | Estadio Starlight, Langford, Canada                         | Canadá     | 1 – 0 | 1 – 0     | Amistoso internacional      |
| 14. | 21 de julio de 2025     | Estadio Banco Guayaquil, Quito, Ecuador                     | Perú       | 1 – 0 | 1 – 0     | Copa América 2025           |

## Nominaciones y premios
A raíz de su desempeño en el año 2022, tanto con la camiseta azul y oro como así también con la camiseta albiceleste, fue nominada a los premios Dubái Globe Soccer Awards como una de las 20 futbolistas que pueden ser votadas para recibir el premio a la mejor jugadora del año.
Rodríguez compartió la nominación con jugadoras de la talla de la española Alexia Putellas (ganadora del Balón de Oro), la inglesa Lucy Bronze, la noruega Ada Hegerberg y la brasileña Debinha, entre otras.
De las veinte jugadoras nominadas al premio Dubai Globe Soccer Awards 2022, por votación del público, Yamila Rodríguez finalizó dentro de las 10 mejores jugadoras del mundo acompañada de las siguientes nueve deportistas: Aitana Bonmatí, Lucy Bronce, Linda Caicedo, Debinha, Ada Hegerberg, Sam Kerr, Catarina Macario, Beth Mead y Alexia Putellas.
A 20 años de su creación, se llevó a cabo en el Predio de la AFA, los Premios Alumni en donde Yamila Rodríguez se hizo del galardón como Jugadora Destacada del Fútbol Femenino.

## Palmarés

### Títulos nacionales
| Título                        | Club         | País      | Año  |
| ----------------------------- | ------------ | --------- | ---- |
| Primera División Femenina     | Boca Juniors | Argentina | 2020 |
| Primera División Femenina     | Boca Juniors | Argentina | 2021 |
| Superfinal de Fútbol Femenino | Boca Juniors | Argentina | 2021 |
| Primera División Femenina     | Boca Juniors | Argentina | 2022 |

### Distinciones individuales
| Distinción                                   | Año  |
| -------------------------------------------- | ---- |
| Goleadora del Campeonato Sudamericano Sub-20 | 2015 |
| Goleadora de la Copa América                 | 2022 |
| Premio Alumni (Jugadora Destacada)           | 2022 |
| Mejor Once de la Conmebol (IFFHS)            | 2022 |

## Vida personal
Rodríguez es abiertamente lesbiana.